# De Piratenboot
De Piratenboot is een attractie in het Belgische attractiepark Plopsaland Belgium en werd geopend op 1 mei 1981 in het toenmalige Meli Park. Tegenwoordig heeft de attractie het thema van Piet Piraat en bevindt hij zich in de Piratenzone. Bezoekers nemen plaats op een van de negen rijen die elk plaats bieden aan vijf personen. Kinderen tussen 1 meter 20 en 1 meter 40 dienen begeleid te worden door een persoon van minstens 15 jaar oud.
De attractie is een schommelschip gebouwd door de Duitse fabrikant HUSS Maschinenfabrik en is van het model Pirat. De boot schommelt heen en weer dankzij een systeem van twee hydraulisch aangedreven wielen die elk om zijn beurt de boot in een richting voortduwen. Volgens de bouwer is er in elke rij plaats voor zes volwassenen, maar Plopsa laat maximum vijf personen per rij toe.

## Geschiedenis

### Meli Park
De attractie opende op 1 mei 1981 in Meli Park. Het is niet bekend of de attractie voorafgaand nog een andere eigenaar gehad heeft. De naam van de attractie was Pirat en hij bevond zich ongeveer op de plaats waar men tegenwoordig de Dansende Fonteinen kan vinden.
Oorspronkelijk was de attractie een transportabel model bedoeld voor kermissen. De attractie beschikte over allerlei decoraties: lichtlijsten op de ondersteuningen, een zeshoekig decoratiestuk met een tekening van een piraat op de bovenkant van de attractie en daaronder een groot naambord. De boot was lichtbruin en de ondersteuningen waren wit. Men stapte in aan de ene kant van de boot en stapte uit aan de andere kant.
Na het seizoen van 1993 verhuisde de attractie naar het meer, nabij horecapunt Drakkar (tegenwoordig Piratengrill). Met de verhuis werd de attractie ontdaan van het naambord en het zeshoekig decoratiestuk.

### Plopsaland
Met de opening van Plopsaland in 2000 kreeg de attractie een nieuwe kleur en naam. De boot kreeg een nieuwe donkerbruine kleur en de witte ondersteuningen werden ook donkerbruin geverfd. De naam Pirat werd door Piratenboot vervangen. 
In 2006, met de opening van SuperSplash, verhuisde de attractie naar zijn nieuwe plaats even verderop het meer. Hierbij werden de originele metalen trappenconstructies aan beide kanten van de boot en het ijzeren frame onderaan de attractie weggehaald. Aan een kant van de boot werd een houten constructie gemaakt met een minder brede trap dan voordien. Sindsdien stapt men in en uit aan dezelfde kant van de boot.
In 2013 was de Piratenboot voor een groot deel van het seizoen buiten dienst. In het midden van het zomerseizoen is de boot weggehaald geweest om dringende reparatiewerken uit te voeren.
In het Duitse zusterpark Holiday Park bevond zich sinds 1989 een attractie van hetzelfde type, het Sturmschiff. In tegenstelling tot het origineel transportabele model in De Panne was dit een parkmodel. Plopsa besloot na het seizoen van 2020 de attractie te verwijderen.

## Galerij

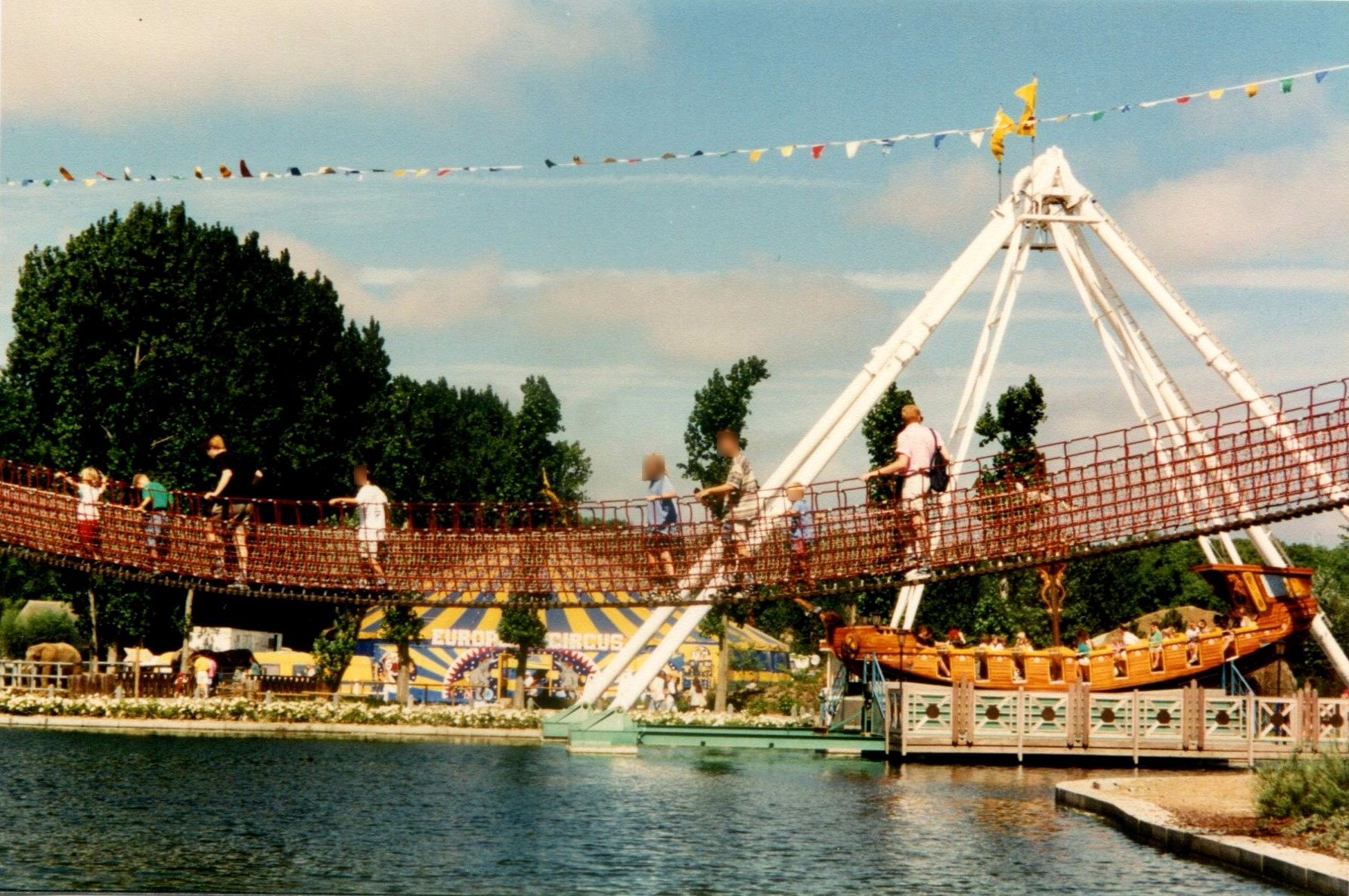
De Pirat aan het meer (1995)
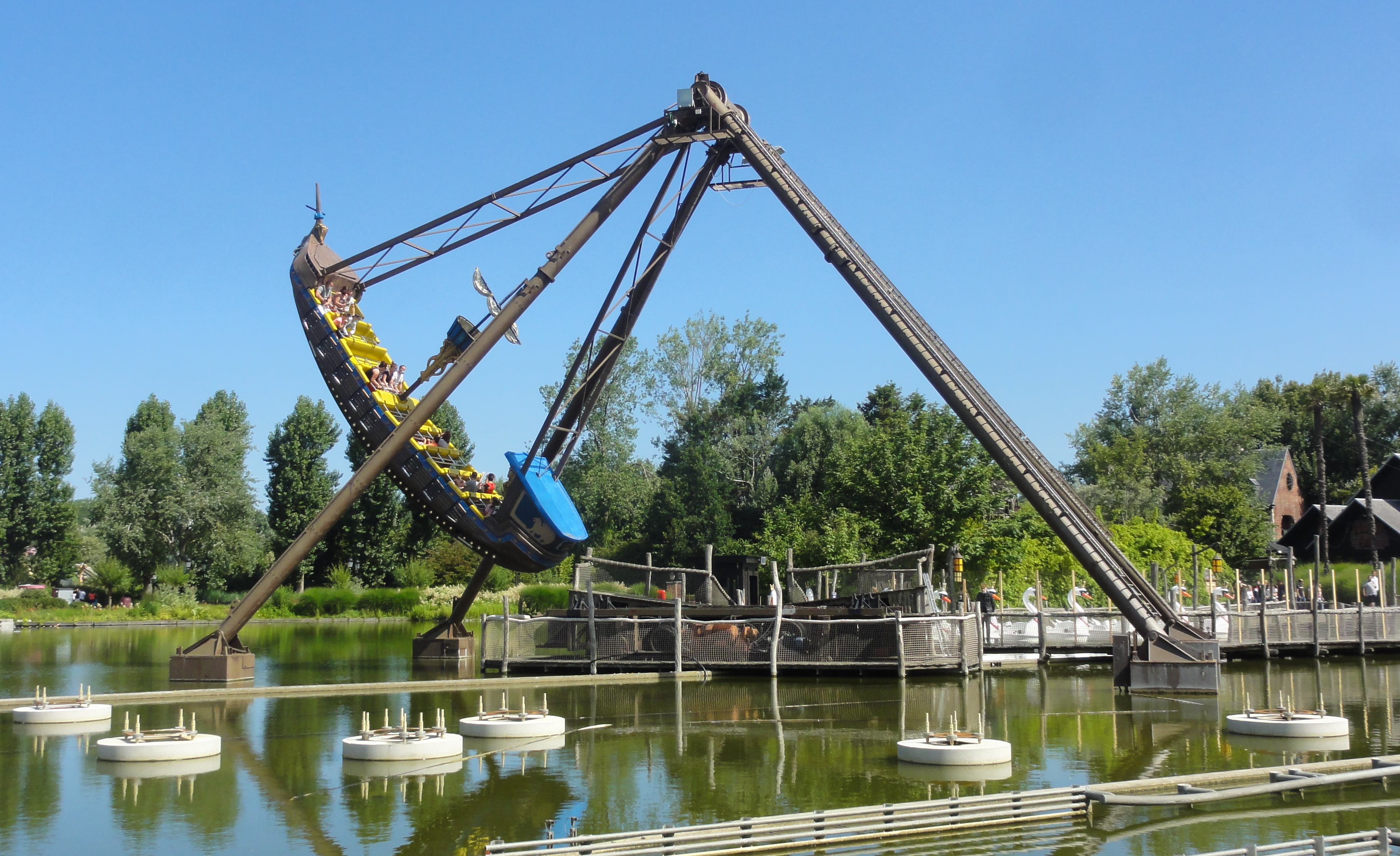
De Piratenboot (2020)

Afbeeldingen